# Lycaena babhru
Lycaena babhru är en fjärilsart som beskrevs av Archibald C. Weeks 1901. Lycaena babhru ingår i släktet Lycaena och familjen juvelvingar. Inga underarter finns listade i Catalogue of Life.